# Nowogrodziec
Nowogrodziec là một thị trấn thuộc huyện Bolesławiecki, tỉnh Dolnośląskie ở miền tây nam Ba Lan. Thị trấn có diện tích 16 km². Đến ngày 1 tháng 1 năm 2011, dân số của thị trấn là 4025 người và mật độ 250 người/km².